# El Paraíso Zacatal
El Paraíso Zacatal är en ort i Mexiko.   Den ligger i kommunen Loma Bonita och delstaten Oaxaca, i den sydöstra delen av landet, 400 km öster om huvudstaden Mexico City. El Paraíso Zacatal ligger 69 meter över havet och antalet invånare är 442.
Terrängen runt El Paraíso Zacatal är platt. Runt El Paraíso Zacatal är det ganska glesbefolkat, med 24 invånare per kvadratkilometer. Närmaste större samhälle är Loma Bonita, 18,6 km norr om El Paraíso Zacatal. Omgivningarna runt El Paraíso Zacatal är en mosaik av jordbruksmark och naturlig växtlighet.